# Engin de transport crawler
Pour l’article homonyme, voir Crawler.

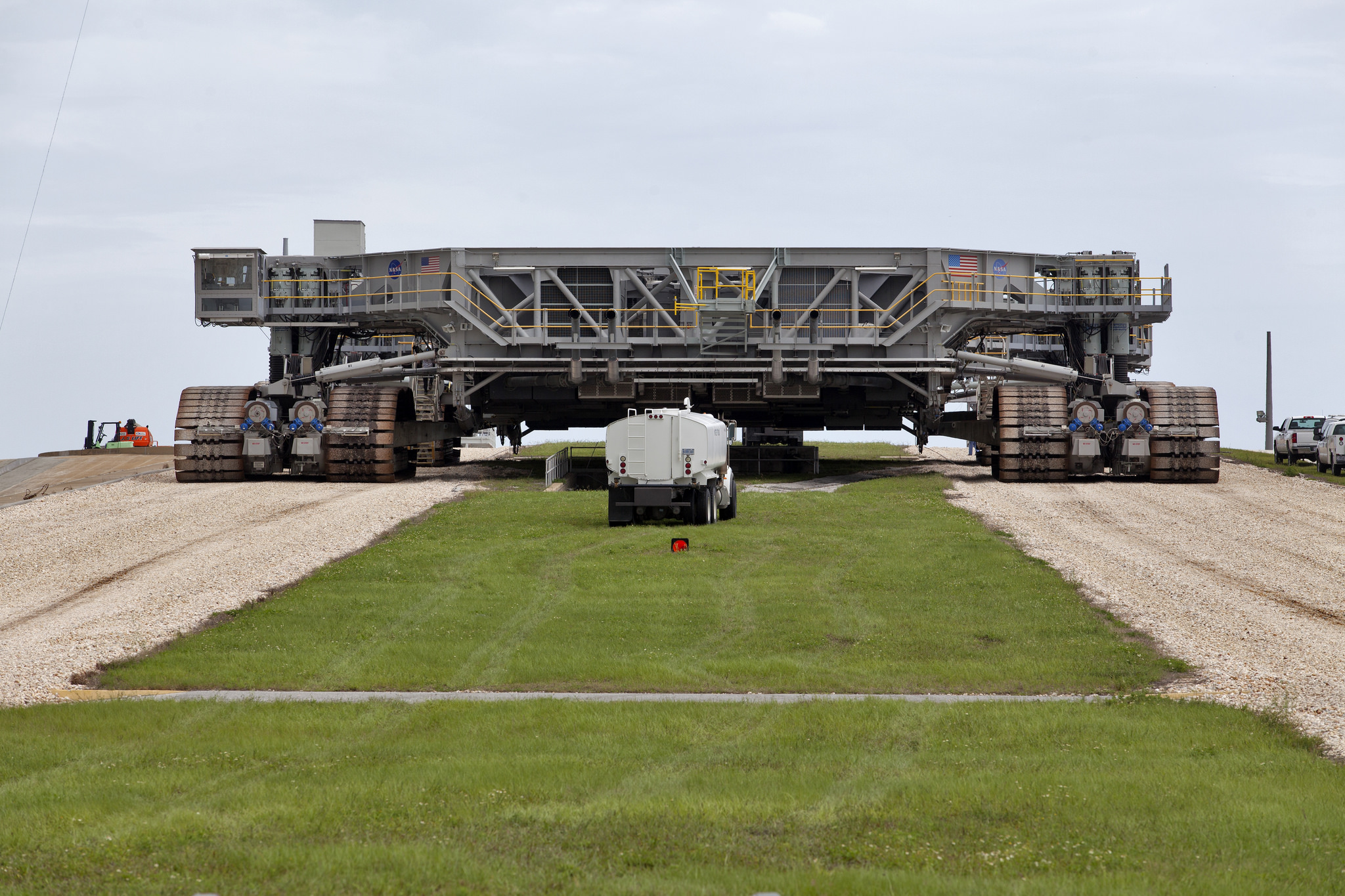
Le crawler n° 2 attaque lentement la rampe menant au pas de tir 39B (2018) pour vérifier son bon fonctionnement.

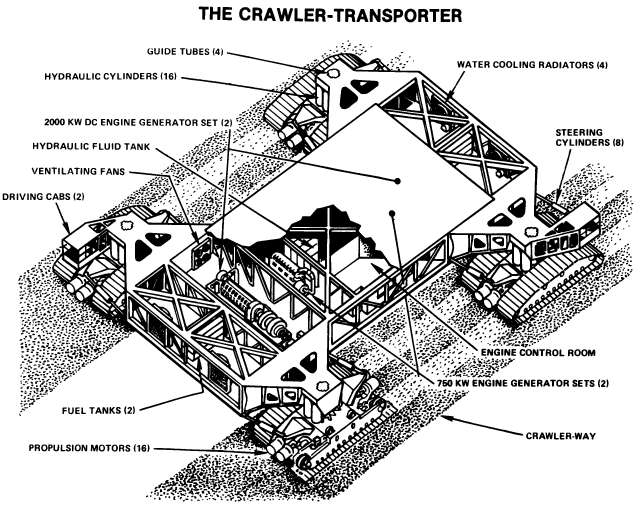
Schéma du crawler.

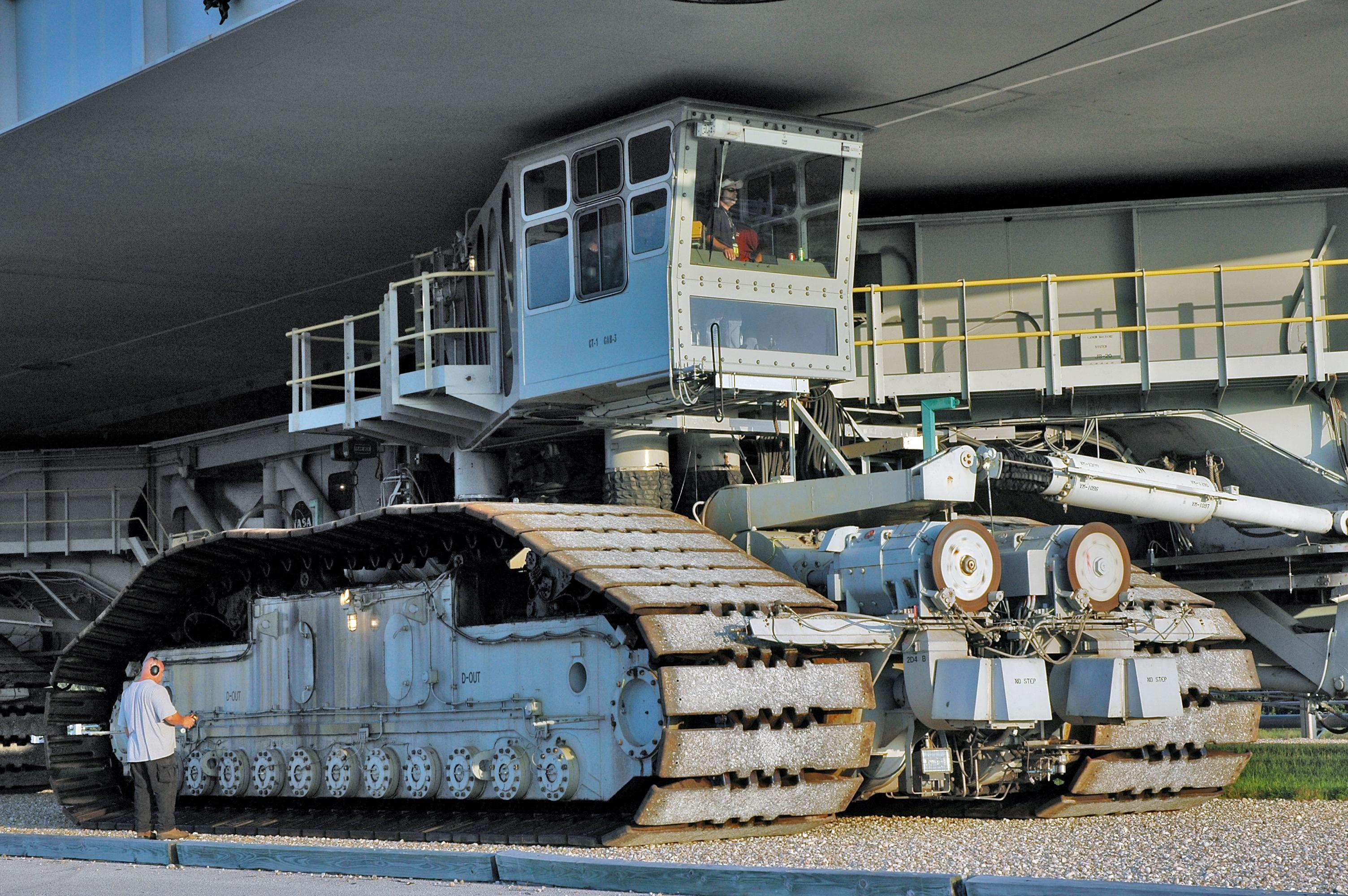
Gros plan de la cabine.

Le Crawler-transporter est un engin à chenilles de très grandes dimensions construit à deux exemplaires pour transporter la fusée géante Saturn V de la NASA depuis le bâtiment d'assemblage VAB  du centre spatial Kennedy jusqu'aux pas de tir. Il est utilisé pour la première fois en 1967. Après l'arrêt du programme Apollo, il est remis en service pour transporter les lanceurs spatiaux géants américains qui succèdent à Saturn V : la navette spatiale américaine, la fusée Ares I (projet abandonné après un unique vol) et depuis 2022, la fusée Space Launch System (SLS) développée dans le cadre du projet lunaire Artemis.

## Caractéristiques techniques

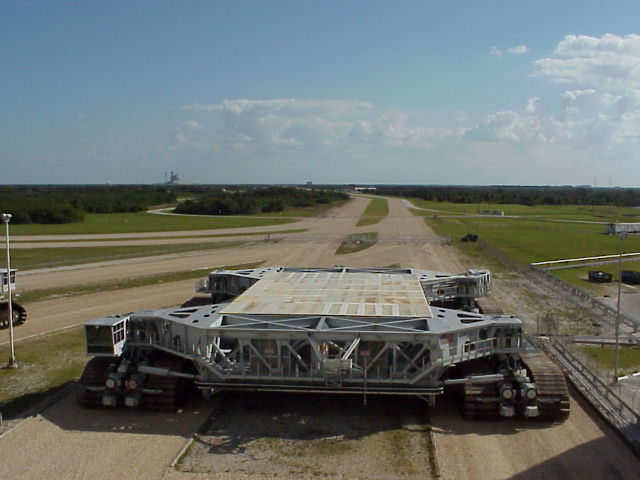
Crawler-transporter sur la Crawlerway.

Le Crawler-transporter est un engin pesant 2 721 tonnes, long de 40 mètres, pour une largeur de 35 mètres, avec une hauteur modifiable comprise entre 6 et 8 mètres. Il se déplace à une vitesse de 1,6 km/h à pleine charge et à 3,2 km/h à vide. Il comprend une plate-forme plate sur le dessus qui repose sur quatre trains comportant chacun deux chenilles. Chaque chenille est longue de 12,5 mètres et large de 2 mètres. Une chenille comprend 57 maillons et chaque maillon pèse environ une tonne. Les seize moteurs électriques chargés de mettre en mouvement les chenilles sont alimentés par quatre générateurs électriques de 1 000 kW qui tournent grâce à deux moteurs diesel de 2 750 ch. Deux autres diesel de 1 065 ch alimentent deux générateurs électriques de 750 kilowatts dont le rôle est de faire pivoter les chenilles et de maintenir la plate-forme à l'horizontale grâce à un système de vérins lorsque l'engin gravit la pente de 5 % qui mène au pas de tir. L'ensemble consomme 600 litres de gazole à l'heure. Le crawler met près de six heures pour déplacer le lanceur du bâtiment d'assemblage jusqu'au pas de tir.
Il fut le plus grand véhicule roulant du monde, jusqu'à être dépassé par les machines géantes des mines de lignite allemandes, telles le pont convoyeur F60 et l'excavatrice Bagger 293.
Étant donné ses dimensions (40 × 30 m) et sa charge, il doit se déplacer sur une route au gabarit spécialement adapté : la Crawlerway.

## Conception et évolution
Le président Kennedy décide en 1961 que des astronautes américains se poseront sur la Lune avant la fin de la décennie. Pour réaliser cet objectif, il est nécessaire de développer une fusée géante. Les fusées étaient jusque là assemblées et entièrement testées sur le pas de tir. Les responsable du centre spatial Kennedy (Floride) d'où la fusée Saturn V doit décoller, décident, pour des raisons liées à la taille et la complexité du lanceur ainsi que pour prendre en compte les contraintes de la météorologie locale (la Floride est sur la route des cyclones), d'assembler et de tester le lanceur dans un bâtiment d'assemblage puis de le transporter jusqu'au pas de tir. Plusieurs solutions sont étudiées pour déplacer le lanceur assemblé sur sa table de lancement mobile jusqu'au pas de tir distant de 5 à 8 kilomètres : dans une péniche, par rail ou par route. Après un an d'étude, il est décidé en 1962 de choisir la route et de construire un véhicule autonome distinct de la table de lancement mobile pour pouvoir l'éloigner au moment du lancement et éviter ainsi des dégâts en cas de décollage raté.
La conception des deux exemplaires du crawler, « Hans » et « Franz », est confiée en 1963 par la NASA à la société Bucyrus International et ils sont construits par Marion Power Shovel Company (en), une société de l'Ohio spécialisé dans les engins miniers, pour un montant à l'époque de quatorze millions de dollars US l'unité  (
118 millions actuels). La construction des crawlers commence immédiatement et ils font leurs premiers tours de roue en janvier 1965. Un crawler est utilisé pour la première fois le 26 août 1967 pour transporter jusqu'à son pas de tir la fusée Saturn V de la mission Apollo 4 (sans équipage). Le 1er mai 1979, il transporte pour la première fois la navette spatiale américaine jusqu'au pas de tir 39A pour un test de compatibilité. Le 17 mars 2022, il est utilisé pour la première fois pour déplacer le lanceur Space Launch System jusqu'à son pas de tir afin d'effectuer une répétition de lancement.

## Galerie

Mise en œuvre des crawlers
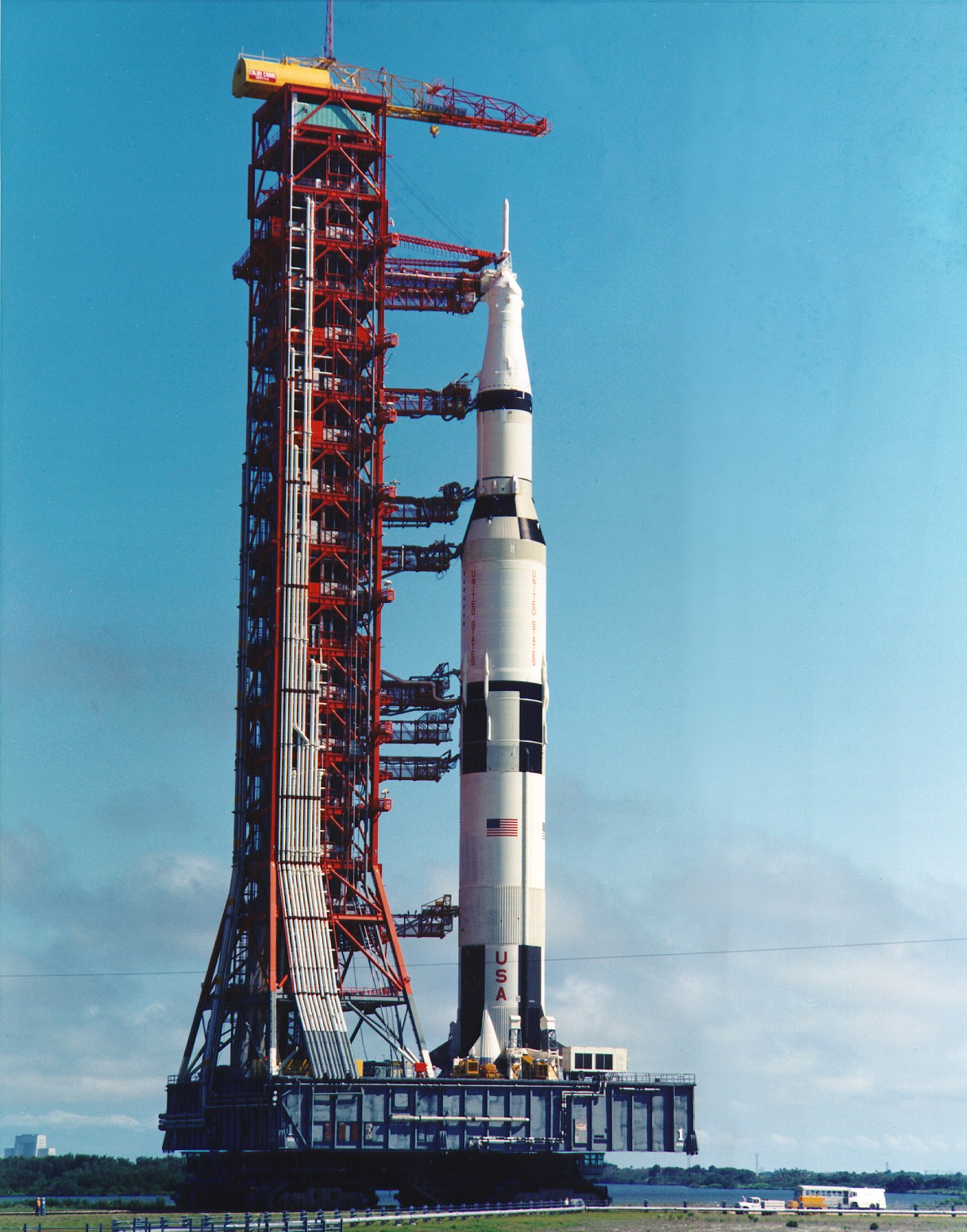
Transport de la fusée Apollo 11.
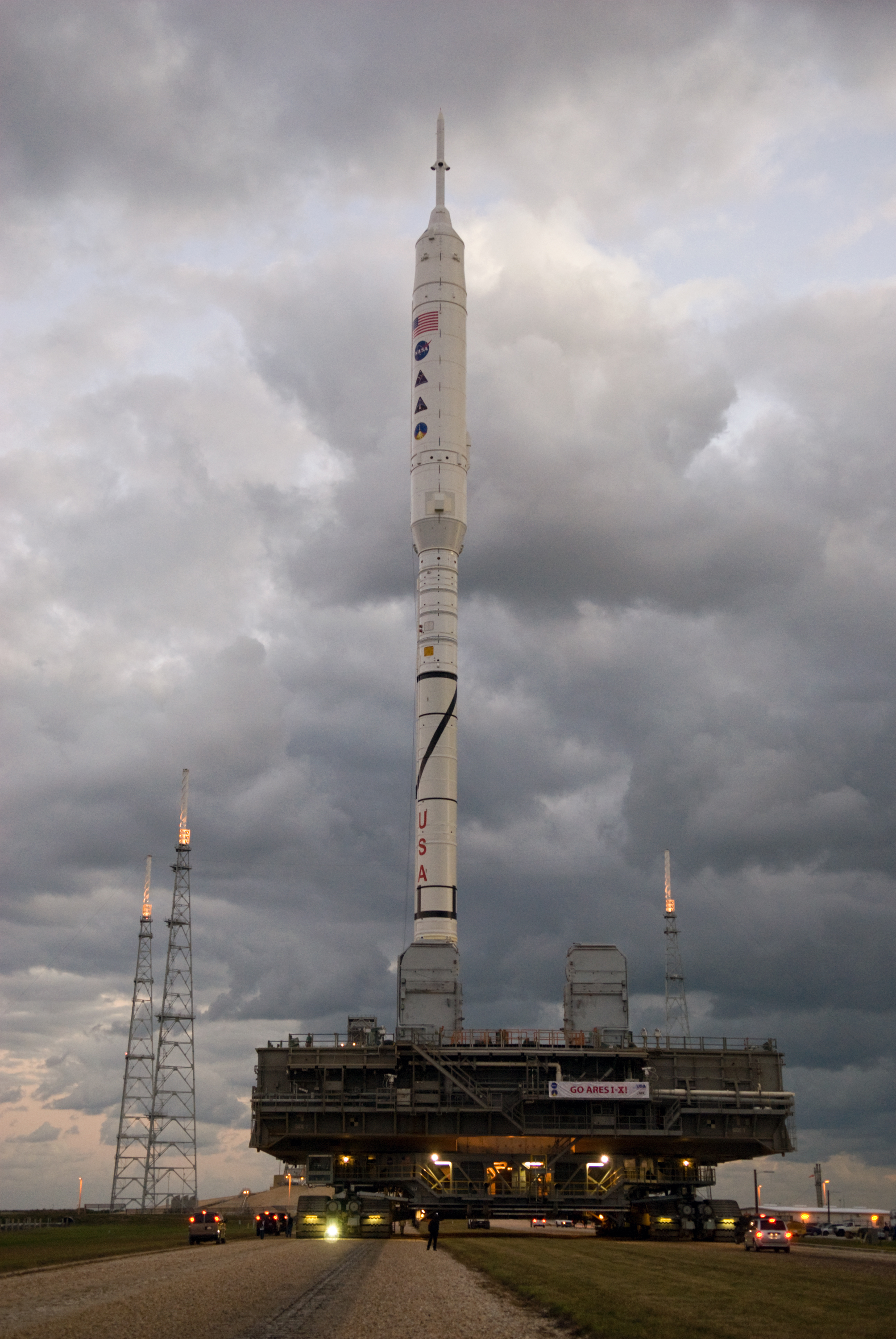
Transport d'Ares I-X.
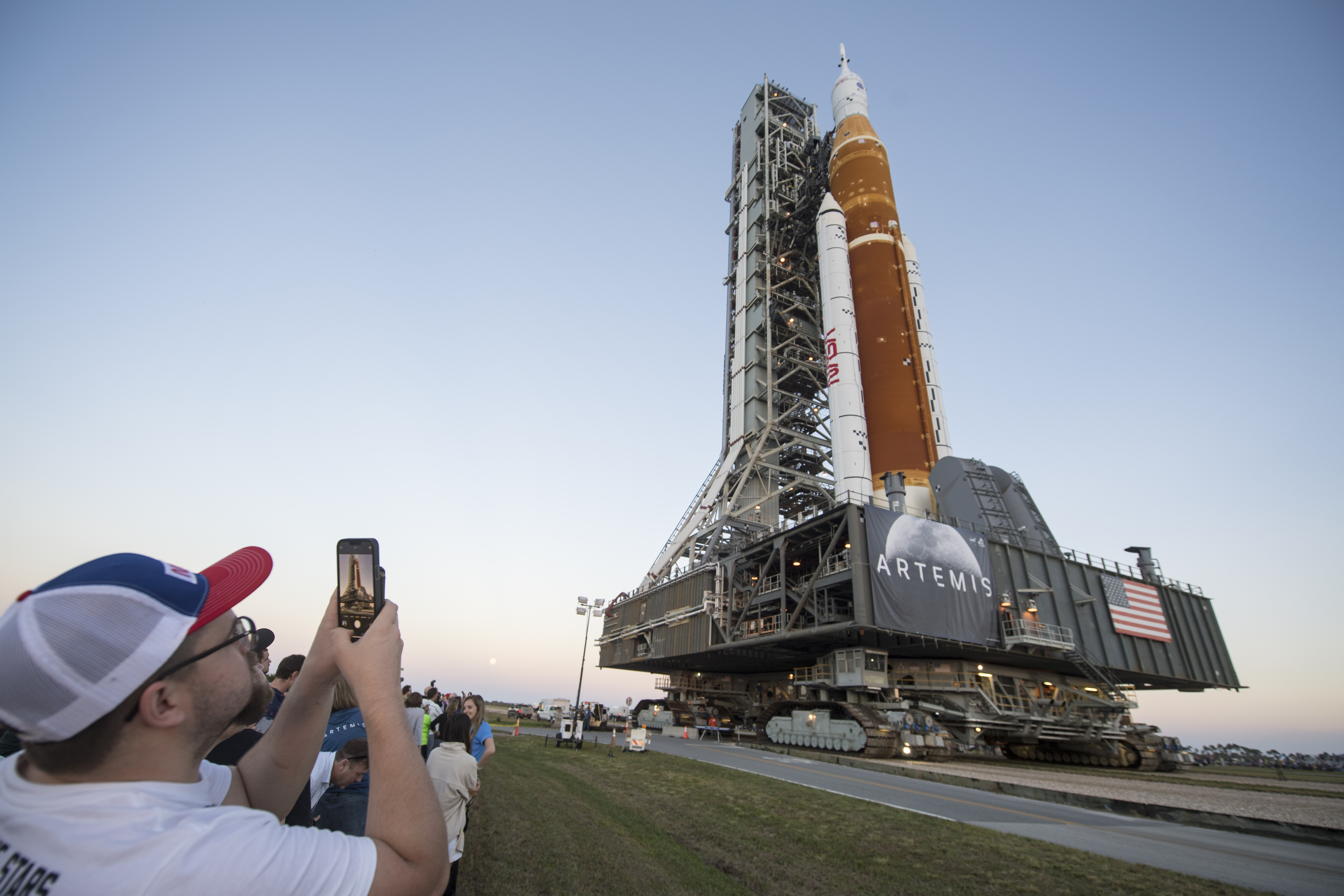
Transport de Space Launch System (SLS)
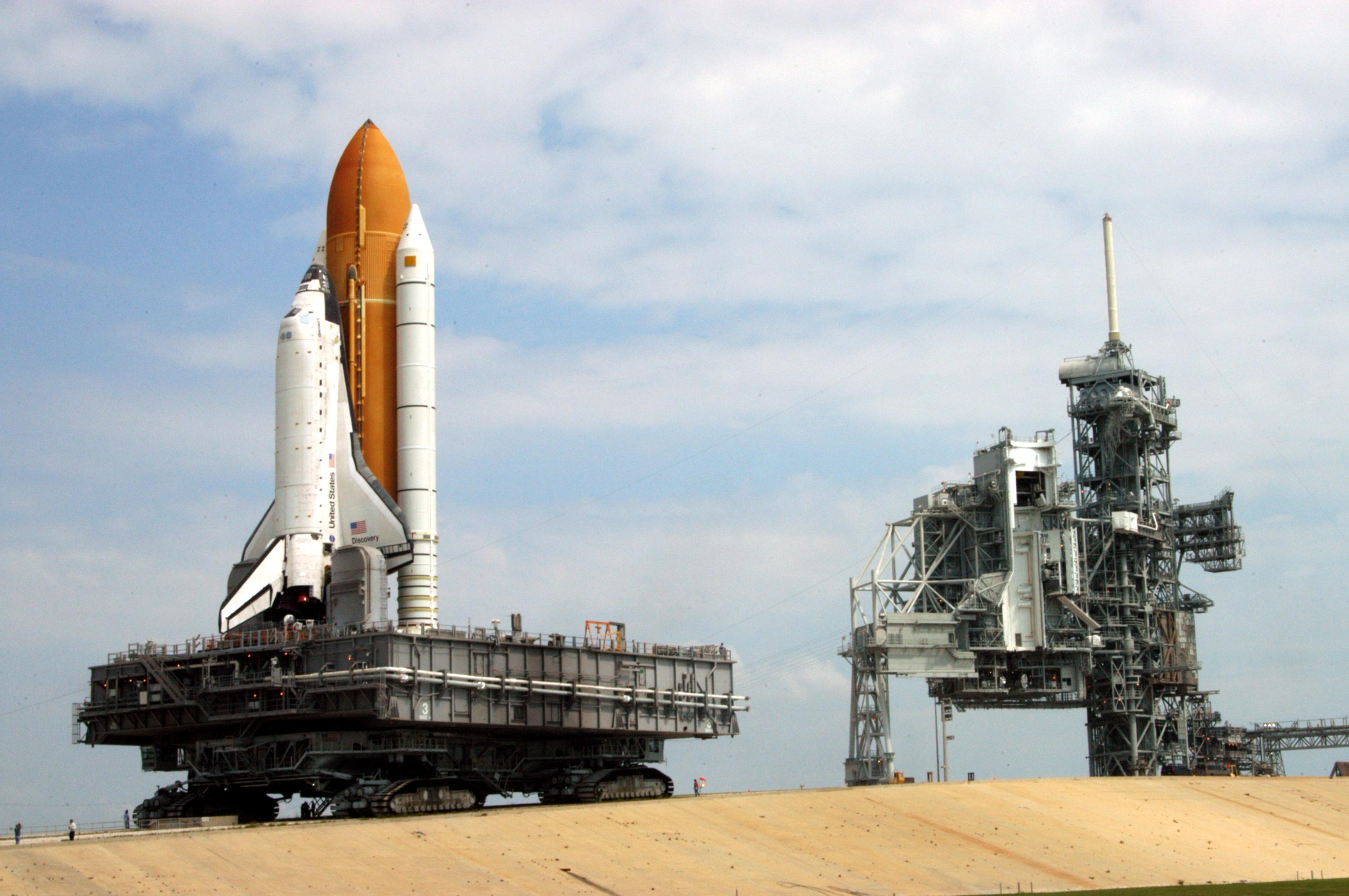
Transport de la navette spatiale américaine Discovery.
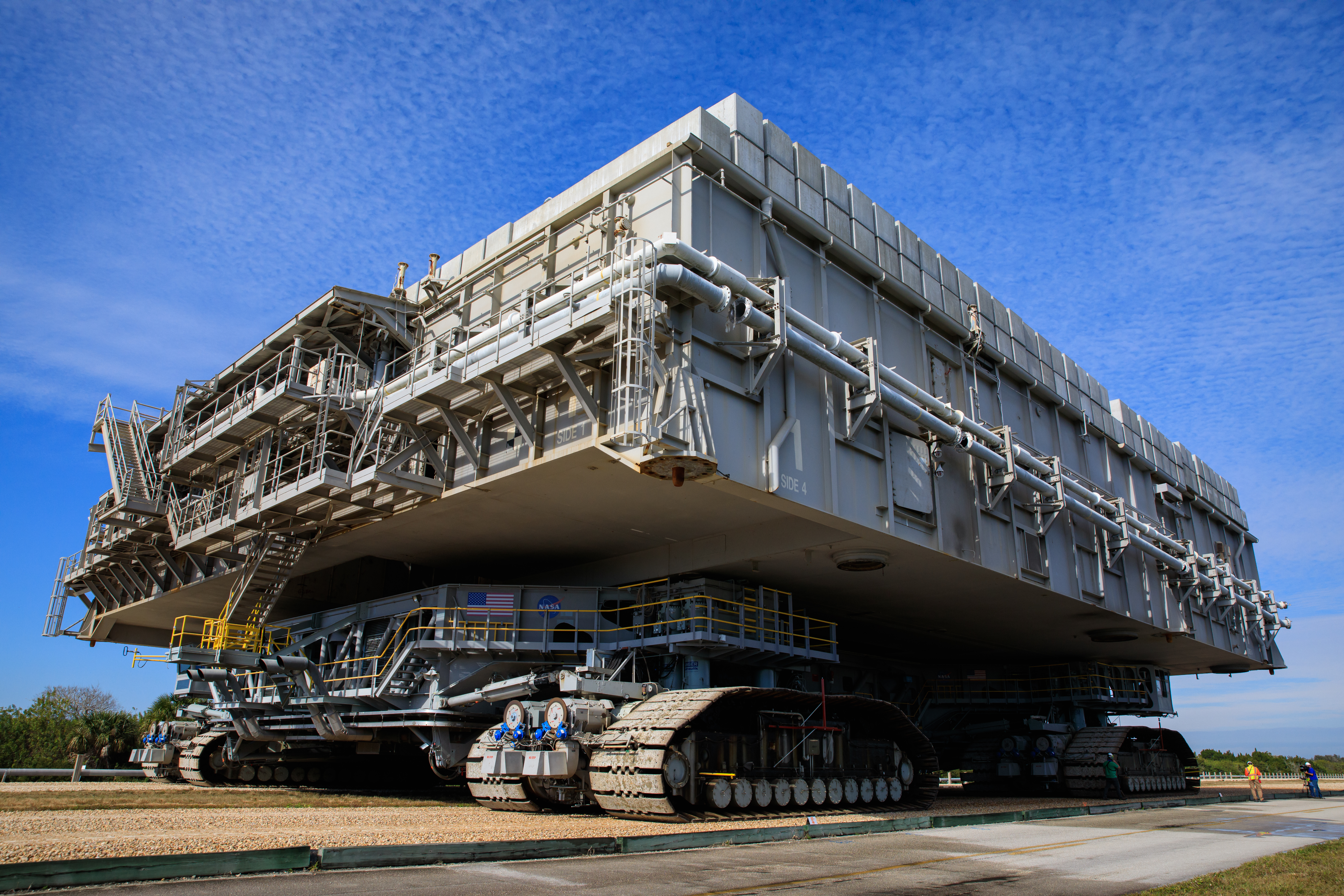
Le crawler surmonté par la plateforme de lancement mobile sur laquelle est fixée la fusée.